# 高槻市立小寺池図書館
高槻市立小寺池図書館（たかつきしりつこてらいけとしょかん）は、大阪府高槻市西五百住町1番1号にある図書館。

## 概要
1988年、高槻市で2番目の市立図書館として、阪急京都本線富田駅南側すぐの場所に開設された。JR京都線摂津富田駅からも近い。駐車場はないものの、周辺の富田地区だけでなく、鉄道を用いた高槻市全域からの利用者も多く、鉄筋コンクリート2階建て・延べ床面積3,070.20平方メートルの大型図書館であり、初年度から高槻市立天神山図書館を越える貸出冊数を記録した。
図書館の裏手には名前の由来となった小寺池があり、図書館の敷地は小寺池の一部を埋立・造成してできたものである。池の周囲には散策路や水上デッキが整備されている。

## サービス

### 開館時間
- 火・水・金 10:00 - 19:00
- 木・土・日・祝日 10:00 - 17:30

### 休館日
- 月曜日、第2木曜日、蔵書点検日、年末年始、２月の第３日曜日

## 立地
- 大阪府高槻市西五百住（にしよすみ）町1-1 
  - 高槻市営バス阪急富田バス停すぐ
  - JR摂津富田駅から南へ徒歩5分
  - 阪急富田駅から東へ徒歩3分